# ألبير جانيغوز
ألبر جانيغوز (ولد في 13 فبراير 1969، إسطنبول ) هو كاتب تركي، تخرج في قسم علم النفس في جامعة البوسفور في إسطنبول، ونشر أول عمل له في عام ٢٠٠٠ تحت عنوان "أحلام سعيدة" وتمت ترجمة بعض أعماله من قبل دار العربي للنشر والتوزيع، من أشهر أعماله: الرجل الذي باع العالم، الوكالة السرية، جريمة الأخ الصغير.